# Elecciones municipales de Pasco de 2014
Las elecciones municipales de Pasco de 2014 se llevaron a cabo el 5 de octubre de 2014 para elegir al alcalde y al Concejo Provincial de Pasco para el periodo 2015-2018. La elección se celebró simultáneamente con elecciones regionales y municipales (provinciales y distritales) en todo el país.

## Sistema electoral
La Municipalidad Provincial de Pasco es el órgano administrativo y de gobierno de la provincia de Pasco. Está compuesta por el alcalde y el Concejo Provincial.
La votación del alcalde y el concejo se realiza en base al sufragio universal, que comprende a todos los ciudadanos nacionales mayores de dieciocho años, empadronados y residentes en la provincia de Pasco y en pleno goce de sus derechos políticos, así como a los ciudadanos no nacionales residentes y empadronados en la provincia de Pasco.
El Concejo Provincial de Pasco está compuesto por 11 regidores elegidos por sufragio directo para un período de cuatro (4) años, en forma conjunta con la elección del alcalde (quien lo preside). La votación es por lista cerrada y bloqueada. Se asigna a la lista ganadora los escaños según el método d'Hondt o la mitad más uno, lo que más le favorezca. Es elegido como alcalde el candidato que ocupe el primer lugar de la lista que haya obtenido la más alta votación.

## Composición del Concejo Provincial de Pasco
La siguiente tabla muestra la composición del Concejo Provincial de Pasco antes de las elecciones.
| Partidos | Partidos                         | Regidores |
| -------- | -------------------------------- | --------- |
|          | Somos Perú                       | 7         |
|          | Concertación en la Región        | 2         |
|          | Fuerza 2011                      | 1         |
|          | Alianza Regional Todos por Pasco | 1         |

## Partidos y candidatos
A continuación se muestra una lista de los principales partidos y alianzas electorales que participaron en las elecciones:
| Candidatura | Candidatura | Partidos y alianzas                                       | Candidatos | Candidatos               | Ideología                                                          | Resultado previo | Resultado previo | Ref. |
| Candidatura | Candidatura | Partidos y alianzas                                       | Candidatos | Candidatos               | Ideología                                                          | Votos (%)        | Reg.             | Ref. |
| ----------- | ----------- | --------------------------------------------------------- | ---------- | ------------------------ | ------------------------------------------------------------------ | ---------------- | ---------------- | ---- |
|             | SP          | Lista - Somos Perú (SP)                                   |            | Nancy Díaz Tamara        | Democracia cristiana Conservadurismo social                        | 28.34%           | 7                |      |
|             | C           | Lista - Concertación en la Región (Concertación)          |            | Amanda López Gamarra     | Regionalismo pasqueño                                              | 19.36%           | 2                |      |
|             | FP          | Lista - Fuerza Popular (FP)                               |            | Clayton Galván Vento     | Fujimorismo Conservadurismo social Populismo de derecha            | 16.39%           | 1                |      |
|             | FAA         | Lista - Movimiento Regional Frente Andino Amazónico (FAA) |            | Miller Aliaga Ángel      | Regionalismo pasqueño                                              | 15.36%           | 1                |      |
|             | APP         | Lista - Alianza para el Progreso (APP)                    |            | Víctor Carbajal Marcelo  | Liberalismo económico Conservadurismo liberal Populismo de derecha | 3.75%            | 0                |      |
|             | AP          | Lista - Acción Popular (AP)                               |            | Juan Chávez Mauricio     | Partido atrapalotodo                                               | Nuevo            | Nuevo            |      |
|             | UPP         | Lista - Unión por el Perú (UPP)                           |            | Yolanda Morales Vallejos | Nacionalismo de izquierda Socialdemocracia                         | Nuevo            | Nuevo            |      |
|             | SN          | Lista - Solidaridad Nacional (SN)                         |            | Rudy Callupe Gora        | Conservadurismo liberal Liberalismo económico                      | Nuevo            | Nuevo            |      |
|             | PD          | Lista - Pasco Dignidad (PD)                               |            | Victoria Rojas Mateo     | Regionalismo pasqueño                                              | Nuevo            | Nuevo            |      |

## Sondeos de opinión
Las siguientes tablas enumeran las estimaciones de la intención de voto en orden cronológico inverso, mostrando las más recientes primero y utilizando las fechas en las que se realizó el trabajo de campo de la encuesta. Cuando se desconocen las fechas del trabajo de campo, se proporciona la fecha de publicación.
Leyenda:
     Sondeo realizado en el periodo de prohibición legal de la difusión de sondeos de intención de voto.

### Intención de voto
La siguiente tabla enumera las estimaciones ponderadas (sin incluir votos en blanco y nulos) de la intención de voto.
|                                |            |   |      |      |      |     |     |     |  |  |  |  |  |
| Elecciones municipales de 2014 | 5 oct 2014 | — | 28.2 | 20.8 | 16.7 | 6.4 | 6.4 | 7.4 |  |  |  |  |  |
|                                |            |   |      |      |      |     |     |     |  |  |  |  |  |
| Ipsos Perú/América             | 5 oct 2014 | ? | 24.0 | 22.6 | 25.7 | –   | –   | 1.7 |  |  |  |  |  |

## Resultados

### Sumario general
|                                                                                                |                                                   |              |              |              |           |           |  |  |
| Partidos y coaliciones                                                                         | Partidos y coaliciones                            | Voto popular | Voto popular | Voto popular | Regidores | Regidores |  |  |
| Partidos y coaliciones                                                                         | Partidos y coaliciones                            | Votos        | %            | ±pp          | Total     | +/−       |  |  |
|                                                                                                | Solidaridad Nacional (SN)                         | 18,931       | 28.17        | Nuevo        | 7         | +7        |  |  |
|                                                                                                | Fuerza Popular (FP)1                              | 13,962       | 20.78        | +4.39        | 2         | +1        |  |  |
|                                                                                                | Concertación en la Región (Concertación)          | 11,225       | 16.70        | –2.66        | 2         | ±0        |  |  |
|                                                                                                | Somos Perú (SP)                                   | 4,332        | 6.45         | –21.89       | 0         | –7        |  |  |
|                                                                                                | Acción Popular (AP)                               | 4,274        | 6.36         | n/a          | 0         | ±0        |  |  |
|                                                                                                | Movimiento Regional Frente Andino Amazónico (FAA) | 4,125        | 6.14         | n/a          | 0         | ±0        |  |  |
|                                                                                                | Alianza para el Progreso (APP)                    | 3,915        | 5.83         | n/a          | 0         | ±0        |  |  |
|                                                                                                | Unión por el Perú (UPP)                           | 3,322        | 4.94         | n/a          | 0         | ±0        |  |  |
|                                                                                                | Pasco Dignidad (PD)                               | 3,114        | 4.63         | Nuevo        | 0         | ±0        |  |  |
|                                                                                                |                                                   |              |              |              |           |           |  |  |
| Total                                                                                          | Total                                             | 67,200       |              |              | 11        | ±0        |  |  |
|                                                                                                |                                                   |              |              |              |           |           |  |  |
| Votos válidos                                                                                  | Votos válidos                                     | 67,200       | 84.83        | +7.31        |           |           |  |  |
| Votos en blanco                                                                                | Votos en blanco                                   | 6,481        | 8.18         | –5.53        |           |           |  |  |
| Votos nulos                                                                                    | Votos nulos                                       | 5,540        | 6.99         | –1.79        |           |           |  |  |
| Votos emitidos                                                                                 | Votos emitidos                                    | 79,221       | 80.51        | –3.51        |           |           |  |  |
| Abstenciones                                                                                   | Abstenciones                                      | 19,183       | 19.49        | +3.51        |           |           |  |  |
| Votantes registrados                                                                           | Votantes registrados                              | 98,404       |              |              |           |           |  |  |
|                                                                                                |                                                   |              |              |              |           |           |  |  |
| Fuente:                                                                                        |                                                   |              |              |              |           |           |  |  |
| Notas al pie: 1 Comparado con los resultados de Fuerza 2011 (F2011) en las elecciones de 2010. |                                                   |              |              |              |           |           |  |  |
| Notas al pie:                                                                                  |                                                   |              |              |              |           |           |  |  |
| 1 Comparado con los resultados de Fuerza 2011 (F2011) en las elecciones de 2010.               |                                                   |              |              |              |           |           |  |  |

## Elecciones municipales distritales

### Resultados por distrito
La siguiente tabla enumera el control de los distritos de la provincia de Pasco. El cambio de mando de una organización política se resalta del color de ese partido.
| Distrito                            | Alcalde(sa) titular          | Partido político | Partido político           | Alcalde(sa) electo(a)        | Partido político | Partido político        |
| ----------------------------------- | ---------------------------- | ---------------- | -------------------------- | ---------------------------- | ---------------- | ----------------------- |
| Huachón                             | Víctor Flores Cóndor         |                  | Somos Perú                 | Vicente Alarcón Arrieta      |                  | Fuerza Popular          |
| Huariaca                            | Leoncio Luquillas Puente     |                  | Somos Perú                 | Richar Rojas Rosas           |                  | Fuerza Popular          |
| Huayllay                            | Beker Meza Baldeón           |                  | Concertación en la Región  | Héctor Morales Toledo        |                  | Fuerza Popular          |
| Ninacaca                            | Rodolfo Bedoya Campos        |                  | Somos Perú                 | José de la Sota Quispe       |                  | Pasco Verde             |
| Pallanchacra                        | Apolinario Aguilar Berrospi  |                  | Movimiento Nueva Izquierda | Francisco Chamorro Cervantes |                  | Fuerza Popular          |
| Paucartambo                         | Clayton Galván Vento         |                  | Sí Cumple                  | Jorge Escandón Huaynate      |                  | Somos Perú              |
| San Francisco de Asís de Yarusyacán | César Aliaga Victorio        |                  | Acción Popular             | Edgar Velásquez Herrera      |                  | Unión por el Perú       |
| Simón Bolívar                       | Rudy Callupe Gora            |                  | Concertación en la Región  | Hugo Rojas Rivera            |                  | Fuerza Popular          |
| Ticlacayán                          | Wilfredo Chamorro Malpartida |                  | Somos Perú                 | Wilfredo Ángel Meza          |                  | Solidaridad Nacional    |
| Tinyahuarco                         | Óscar Espinoza Trelles       |                  | Partido Aprista Peruano    | Victoria Bustamante Flores   |                  | Solidaridad Nacional    |
| Vicco                               | Luzmila Malpartida Palacín   |                  | Somos Perú                 | Rosario Espinoza López       |                  | Frente Andino Amazónico |
| Yanacancha                          | Cecilio Caña Cajahuaman      |                  | Somos Perú                 | Mario Palacios Panez         |                  | Solidaridad Nacional    |